# Nederlands Openluchtmuseum

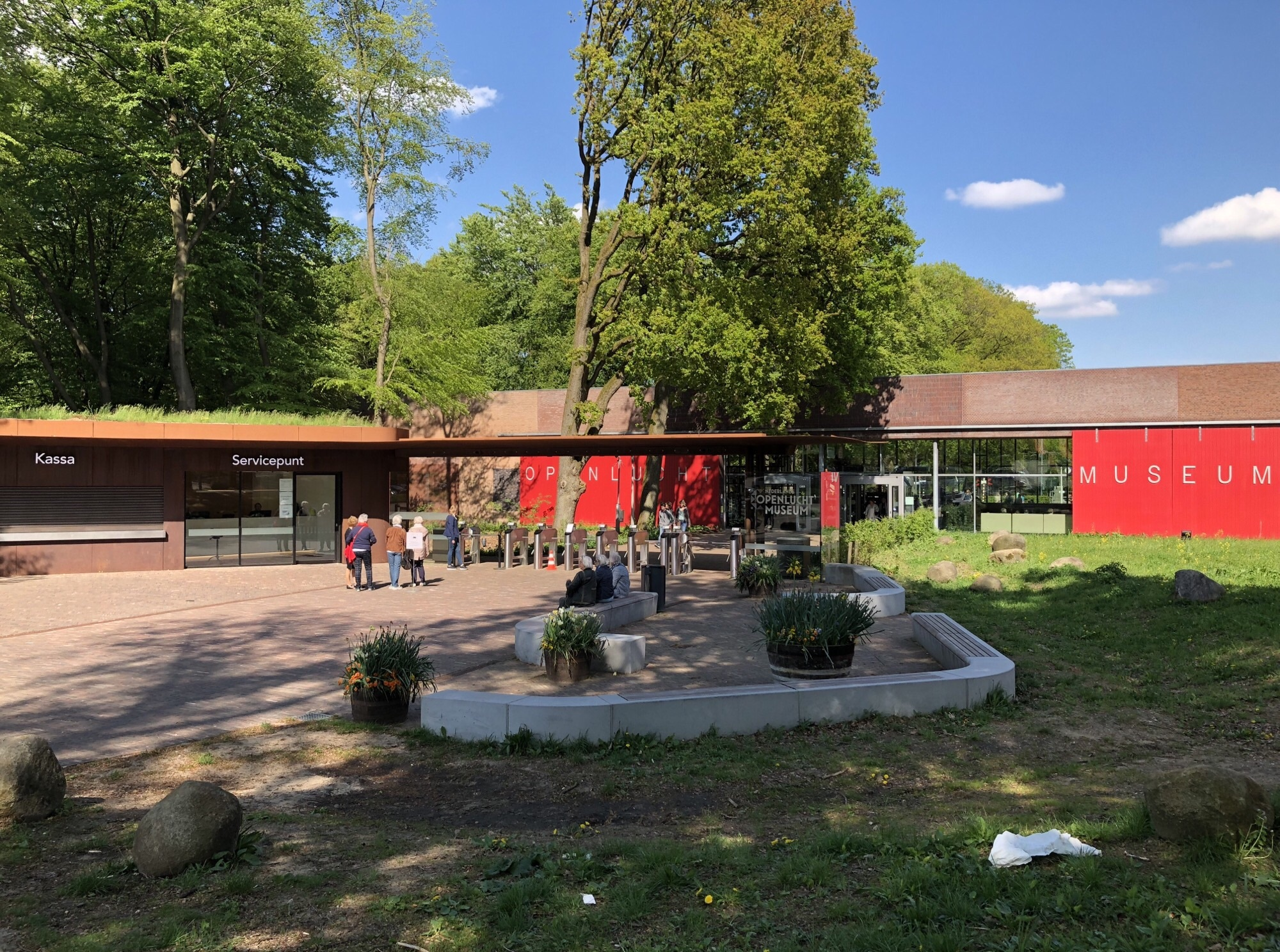
Eingang des Nederlands Openluchtmuseum

Das Nederlands Openluchtmuseum ist ein Freilichtmuseum bei Arnhem (Niederlande). Es bietet einen Überblick über das Leben in den Niederlanden in den vergangenen 350 Jahren. Das Museum hat also nur teilweise einen regionalen Bezug. Es liegt im Norden von Arnheim gleich neben Burgers’ Zoo.

## Geschichte

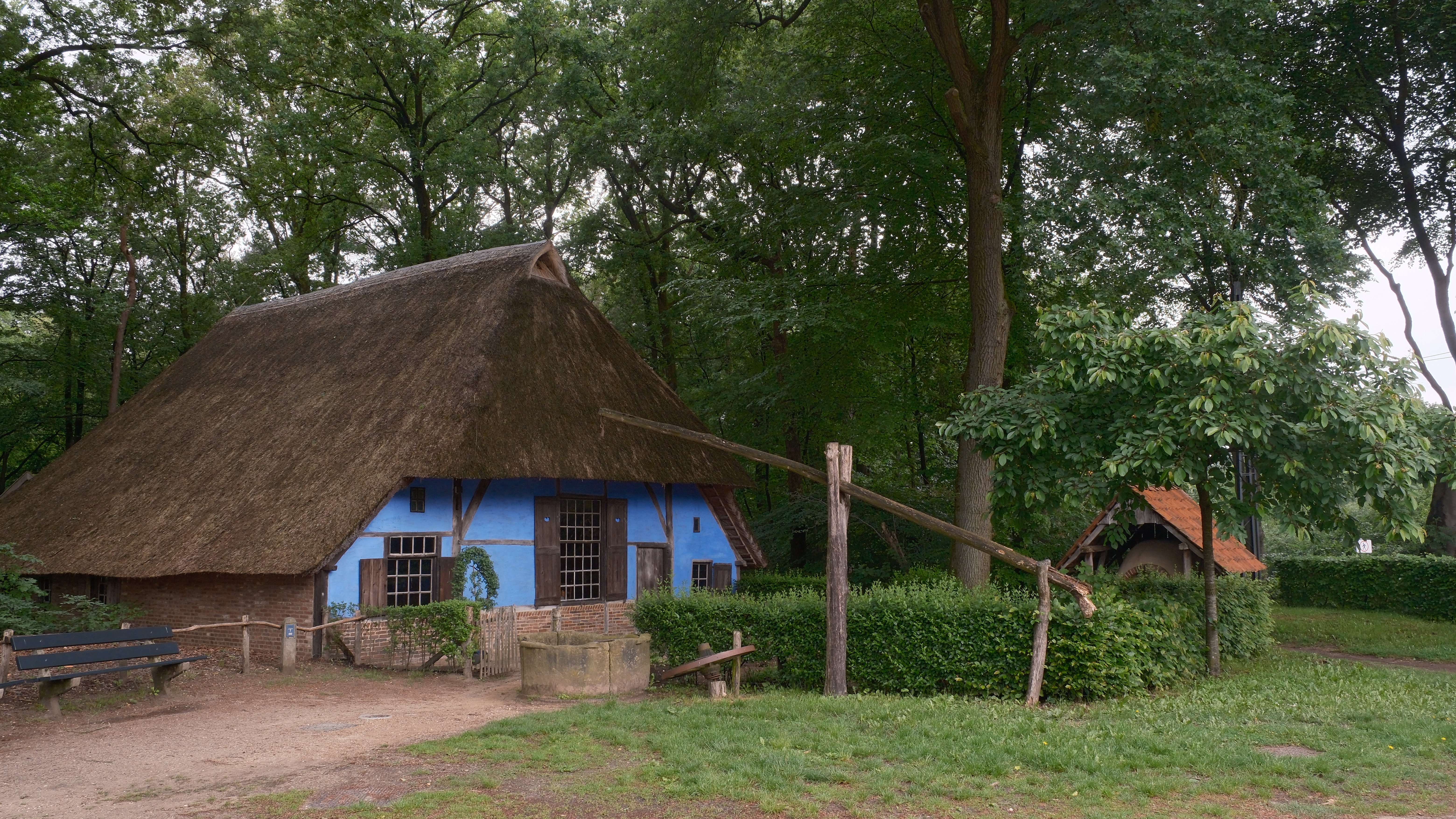
Bauernhof Los Huus, erste Hälfte 18. Jahrhundert. Im Museum seit 1924.

1912 taten sich einige Arnheimer zusammen, um die von der fortschreitenden Industrialisierung bedrohte Vielfalt der ländlichen Traditionen der Niederlande zu bewahren. Sie begannen mit dem Wiederaufbau des Landgutes de Waterberg. 1918 wurde das Museum mit den ersten sechs Häusern eröffnet.
Im Zweiten Weltkrieg dienten einige Häuser Widerstandskämpfern und Evakuierten als Obdach. Im Laufe der Kampfhandlungen wurden mehrere Häuser zerstört und wertvolle Sammlungen alter Trachten und Möbel wurden zerstört.
1987 drohte dem Museum wegen Besuchermangels die Schließung. Seitdem bemüht man sich erfolgreich um lebendige Präsentation. Ein Höhepunkt dieser Entwicklung war 1996 die Einweihung der Straßenbahn. Daneben gibt es Ausstellungen zum Beispiel über die Molukken.
2005 wurde das Nederlands Openluchtmuseum zum europäischen Museum des Jahres ernannt.

## Gebäude

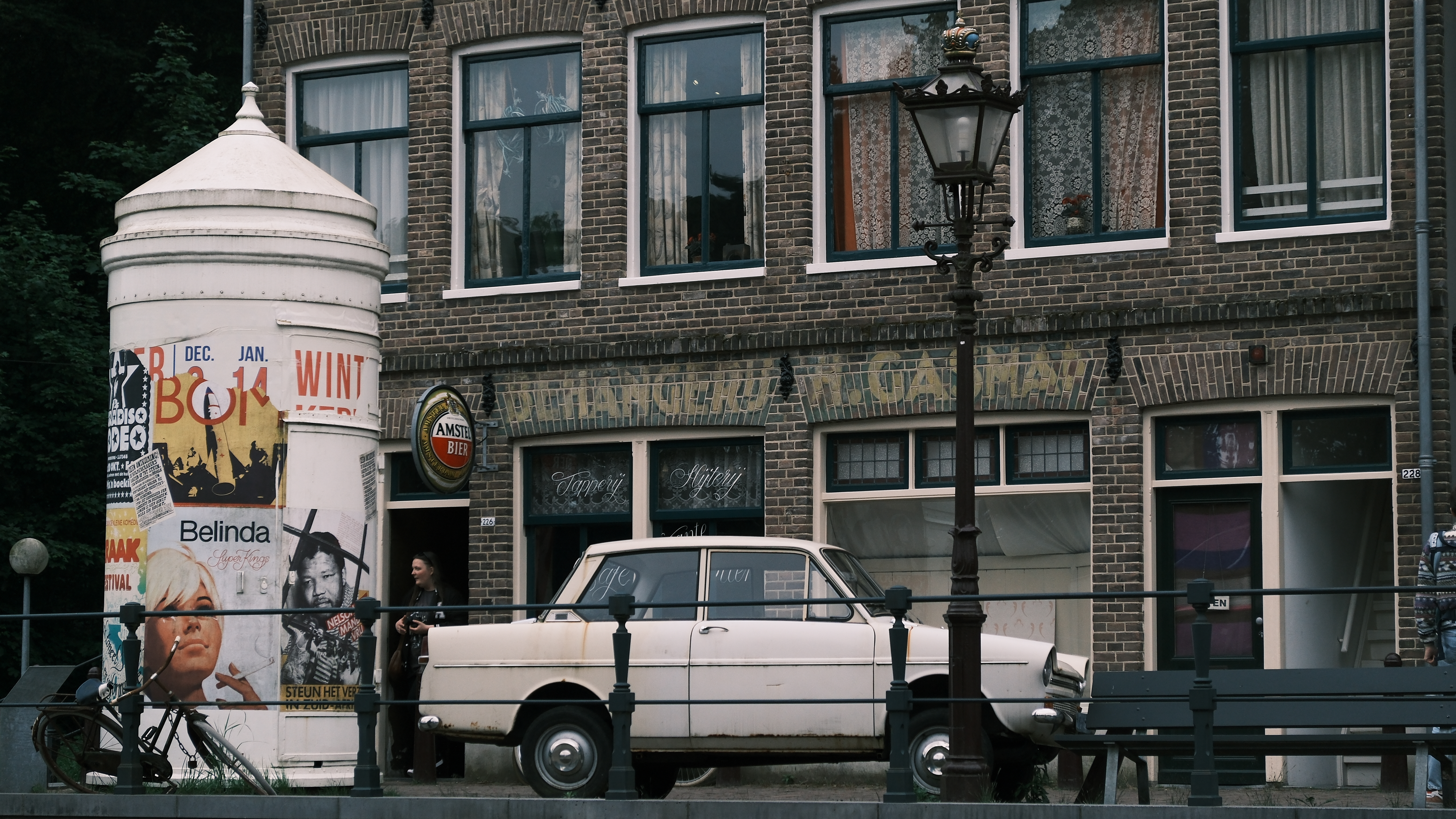
Häuserensemble aus Amsterdam, mit Café Tante Stien

Im größten und ältesten niederländischen Freilichtmuseum sind etwa 80 Häuser zu besichtigen. Neben mehreren Bauernhöfen und Katen aus allen Teilen des Landes sind verschiedene Werkstätten und Betriebe (unter anderen eine Dampfmolkerei, eine Werft und eine Brauerei), eine Kirche von Zeeland und eine kleine Stadt mit Kaufmannshäusern, Tante-Emma-Laden und Grachten zu besichtigen. Zwischen den einzelnen Häusergruppen fährt eine Straßenbahn, wie sie vor dem Zweiten Weltkrieg in Arnheim verkehrte.
In der Hauptsaison sind viele Häuser bewohnt und die Betriebe werden bewirtschaftet. Mehrere Gaststätten sind geöffnet. Auf einem Kinderbauernhof können Kinder das Landleben vor hundert Jahren nachvollziehen.
Im so genannten Hollandrama gab es die Geschichte der Niederlande interaktiv nachzuerleben. Dabei wird der Zuschauerraum in Richtung verschiedener Einrichtungsräume gedreht. Der letzte Betrieb fand 2015 statt.

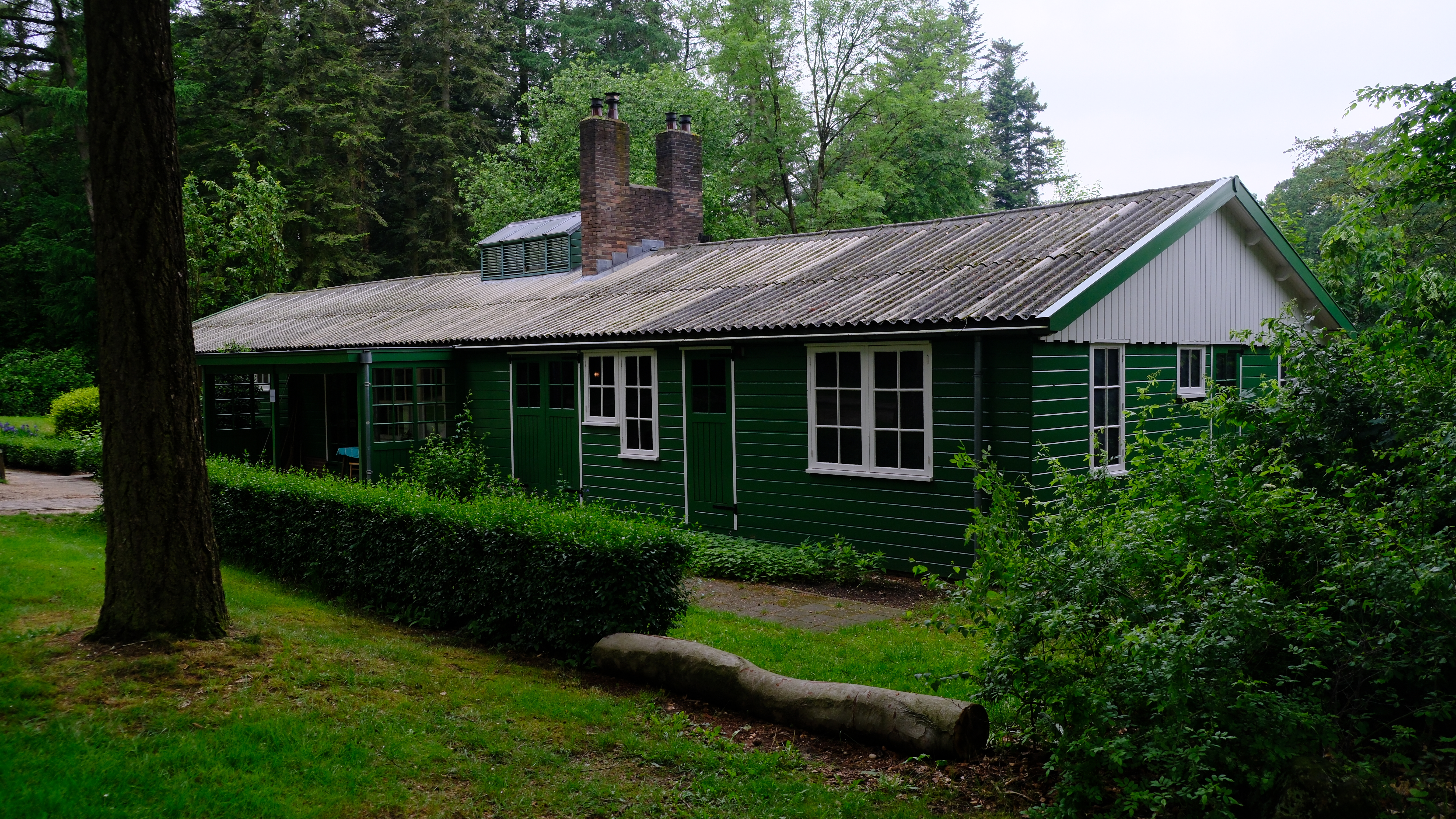
„Molukker-baracke“ aus Lage Mierde, für Flüchtlinge von den Molukken
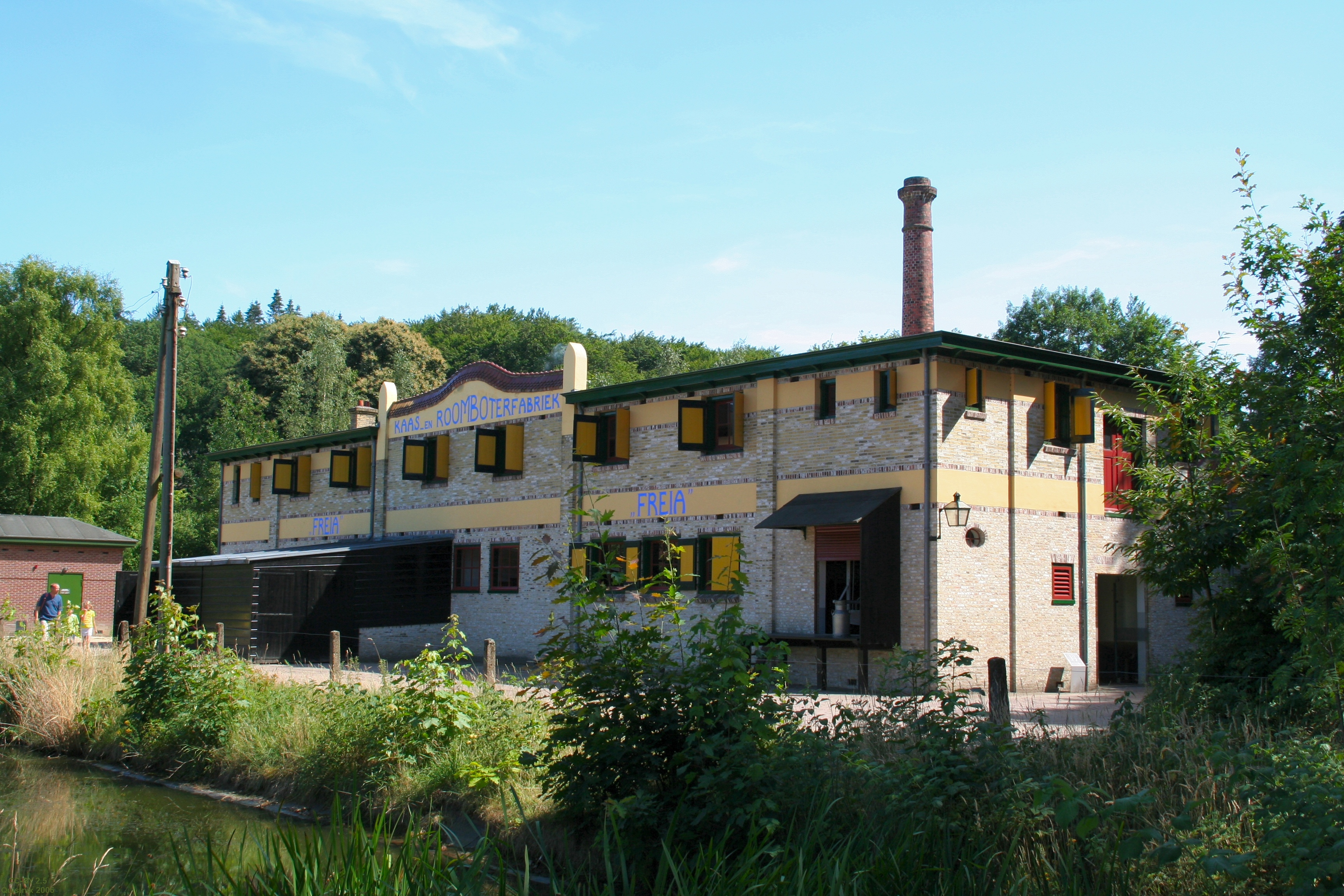
Dampfmolkerei „Freia“ aus Veenwouden
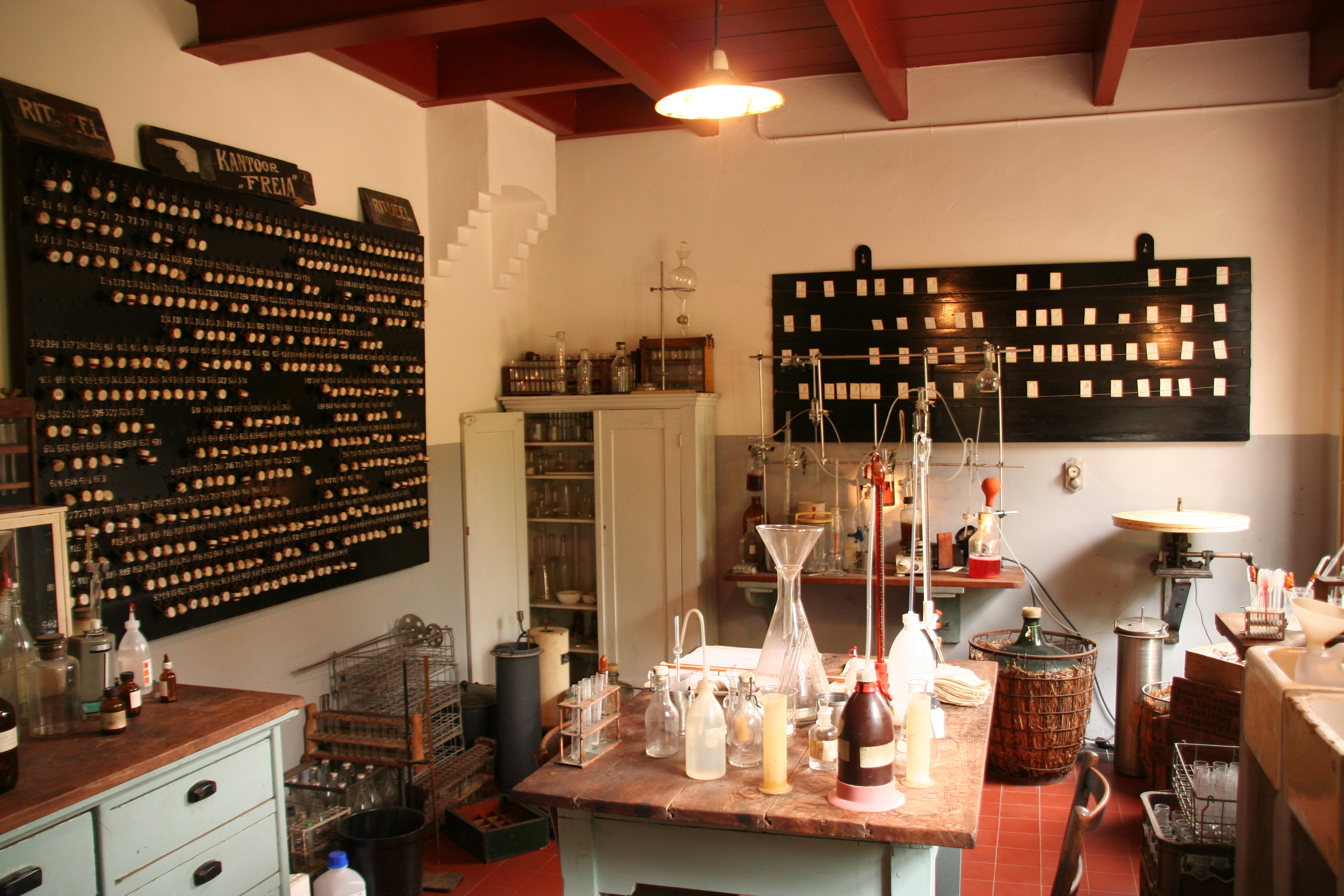
Labor in der Dampfmolkerei
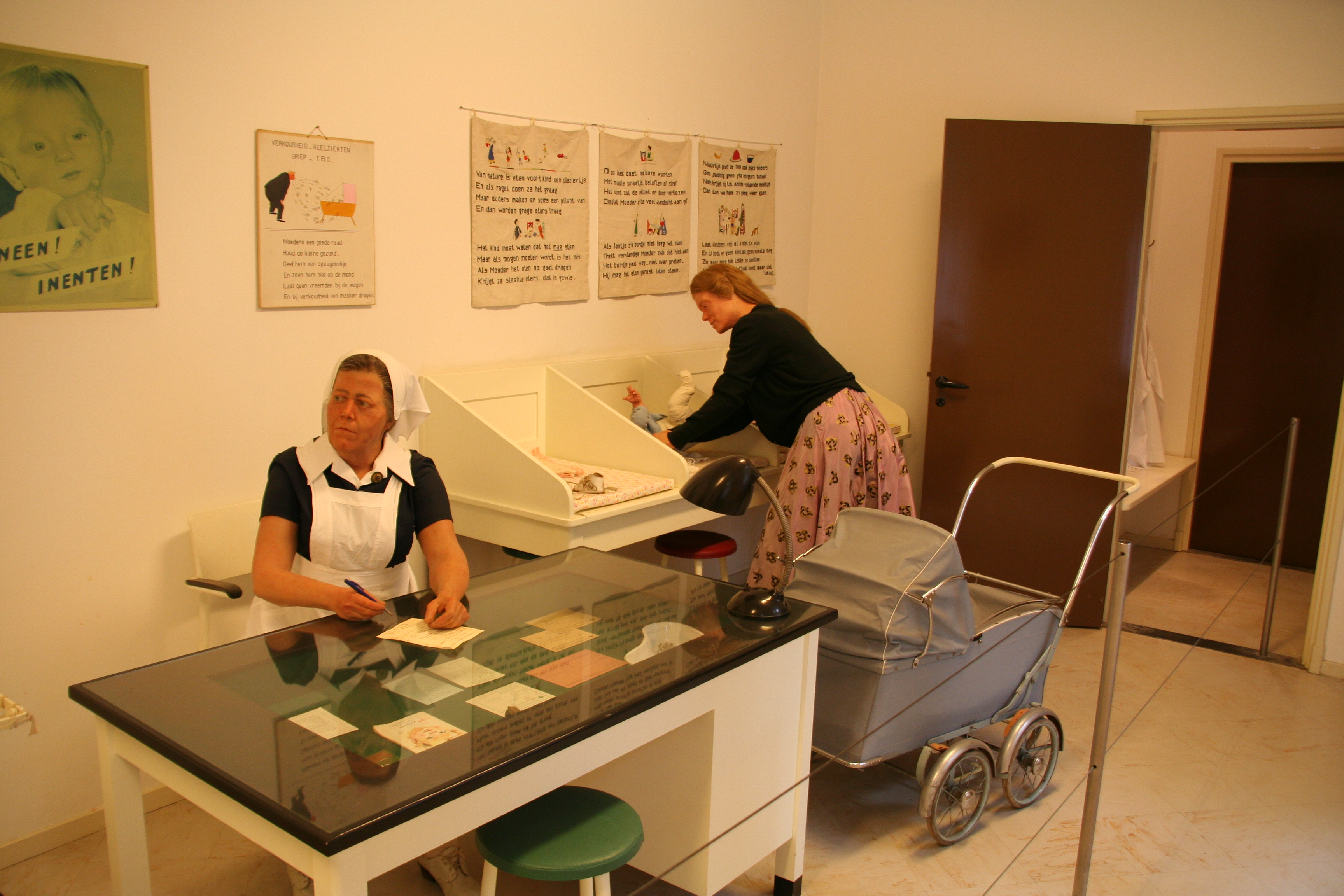
Gebäude des Grünen Kreuzes aus Wessem
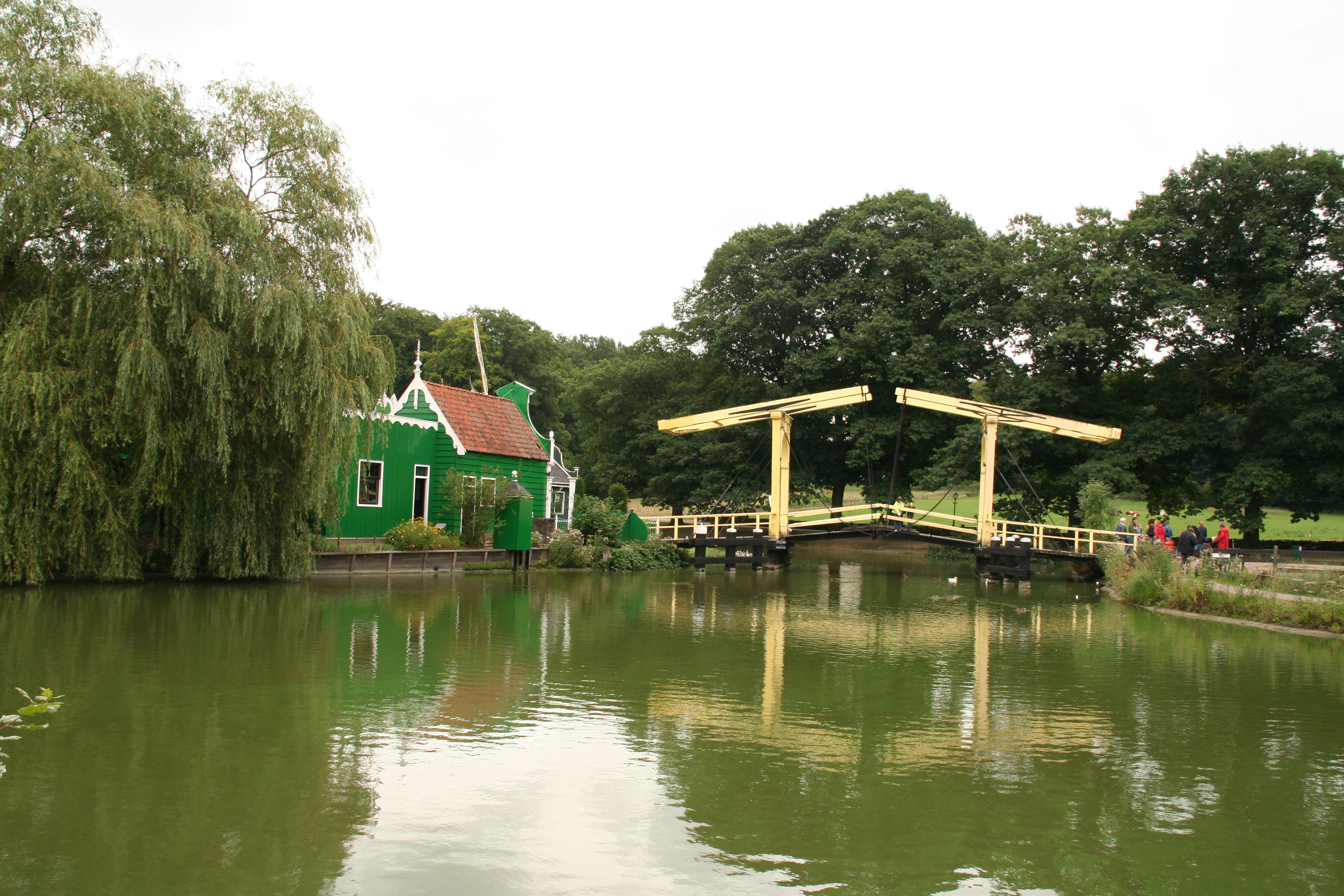
Klappbrücke aus Ouderkerk a/d Amstel
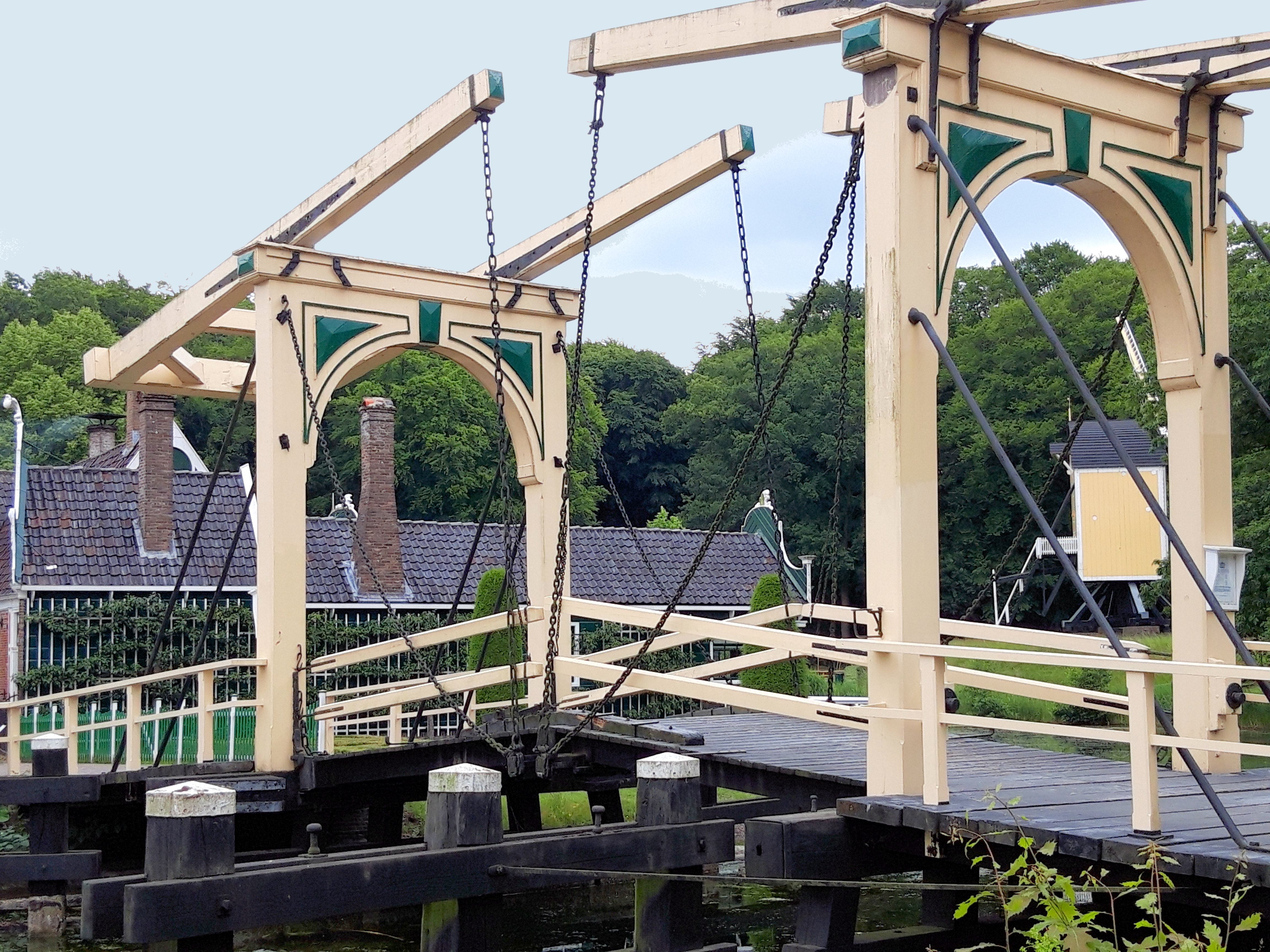
Zugbrücke aus Ouderkerk aan de Amstel
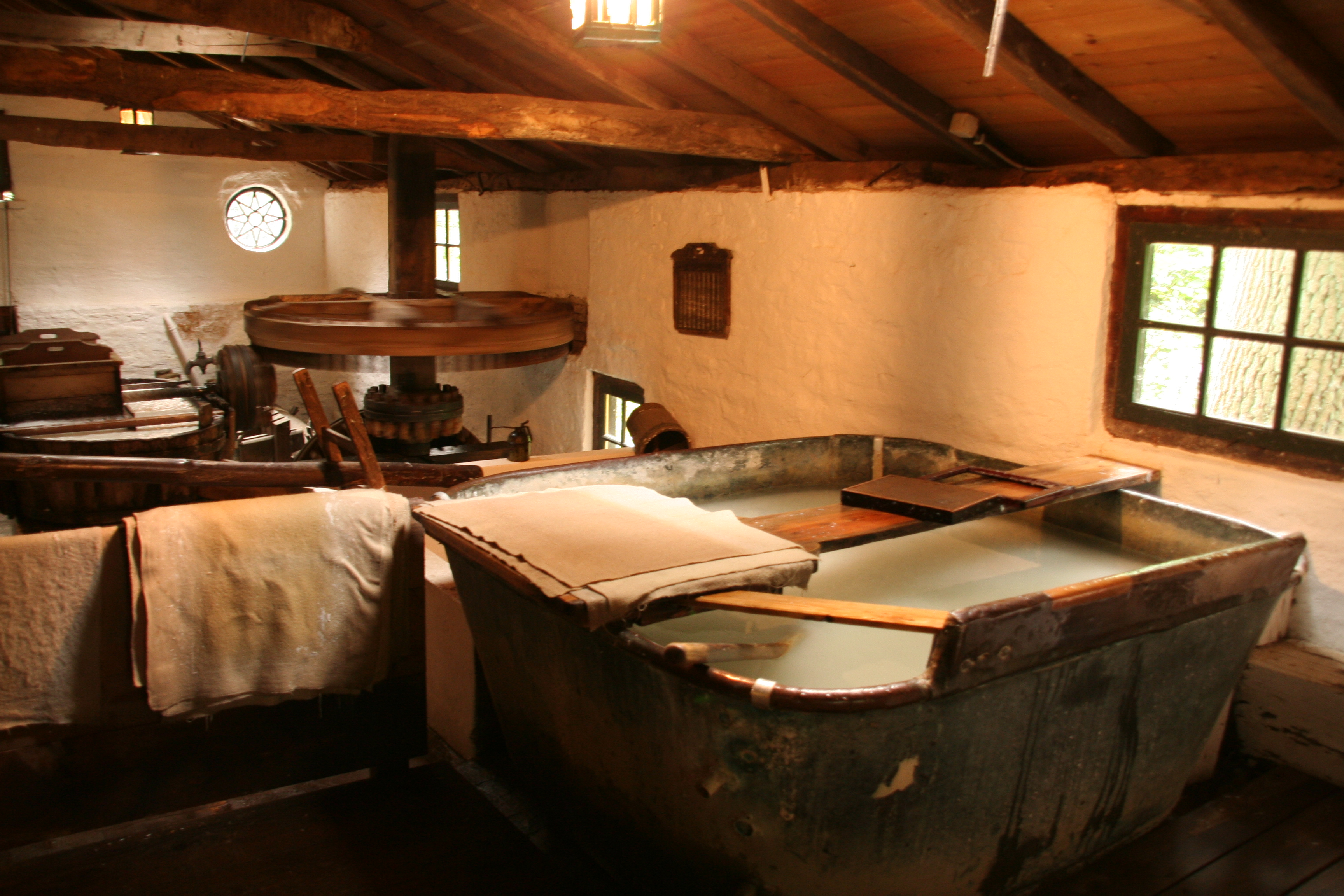
Papierschöpfen in der Papiermühle des Museums
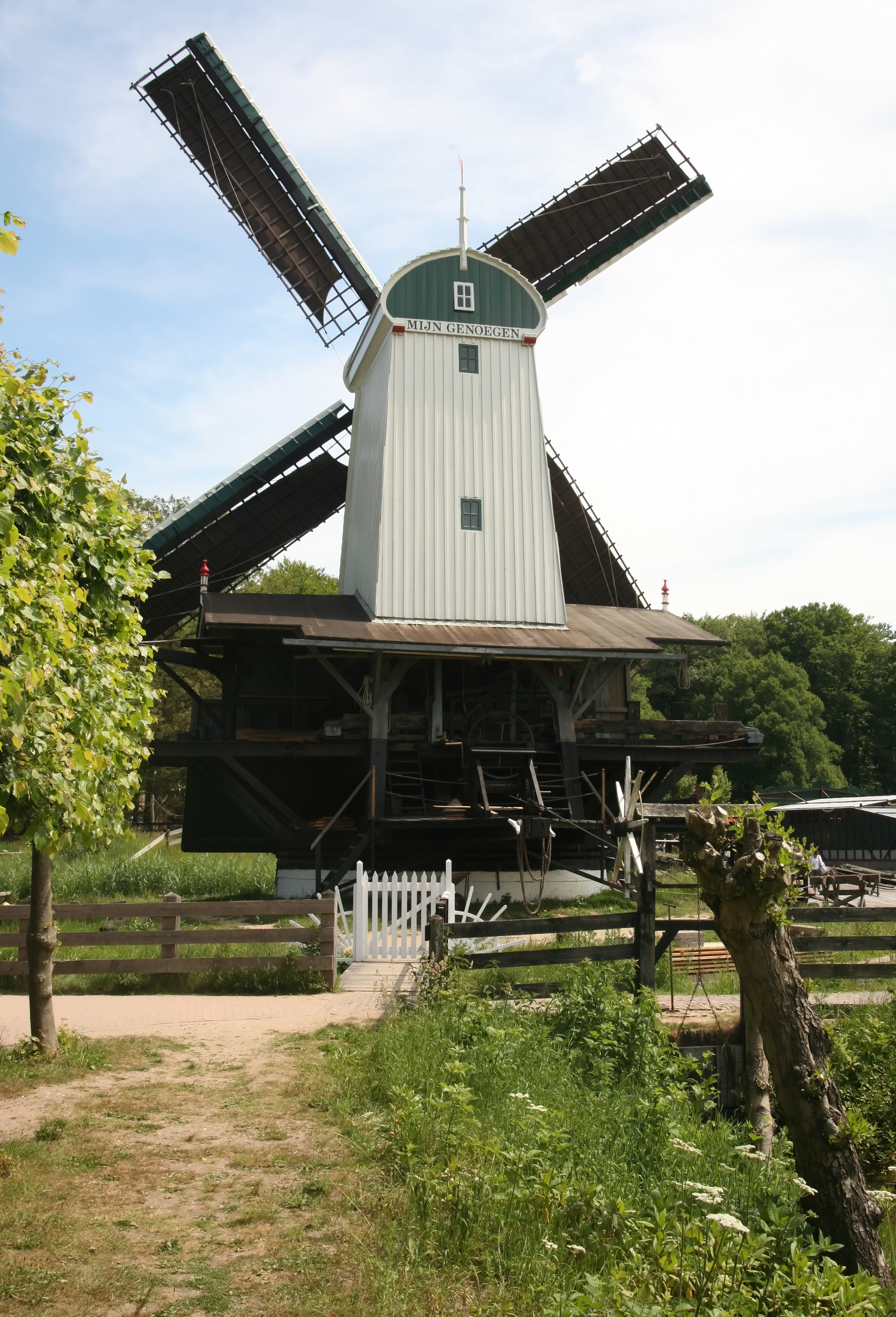
Paltrockmühle „Mijn Genoegen“ aus Numansdorp
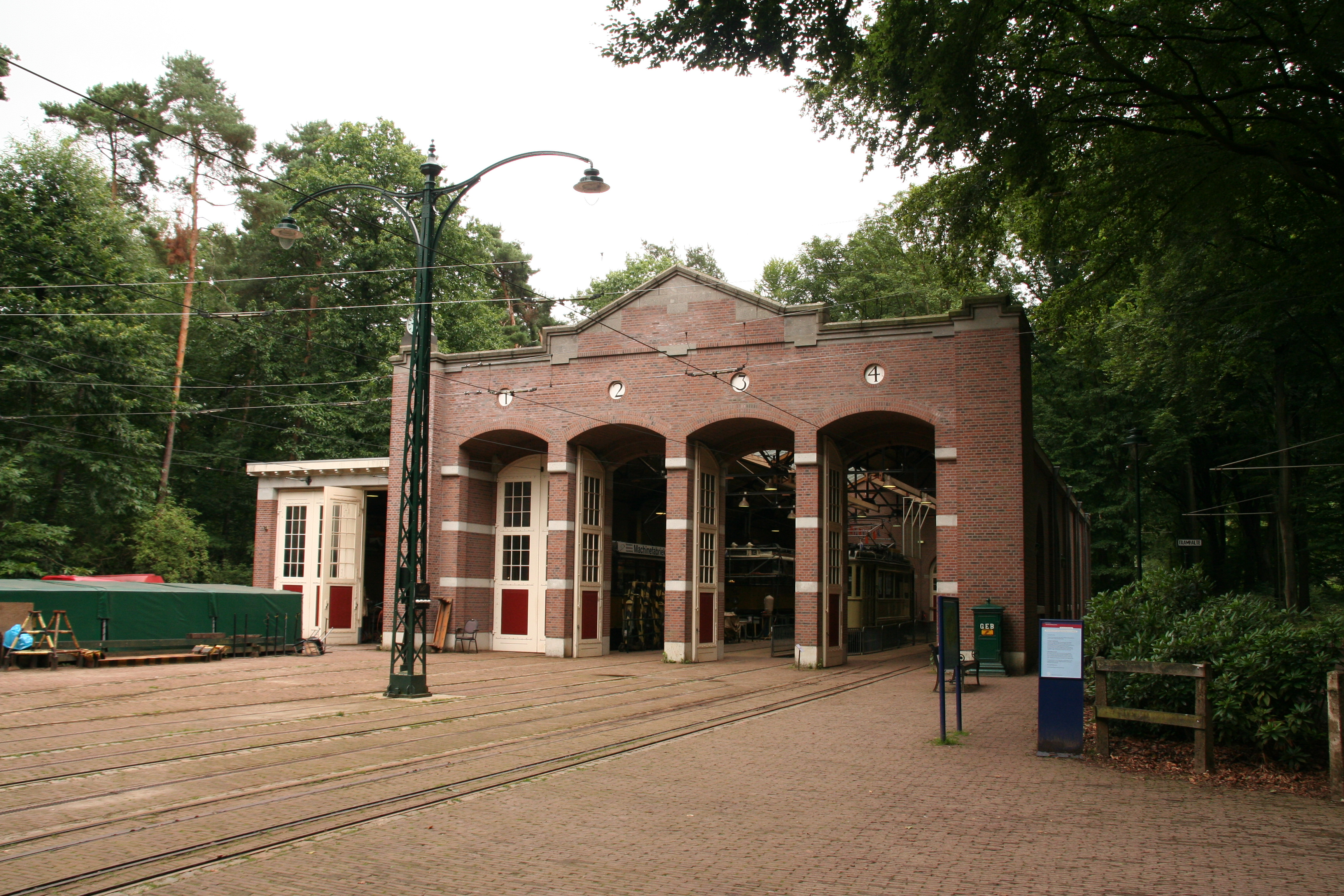
Straßenbahndepot
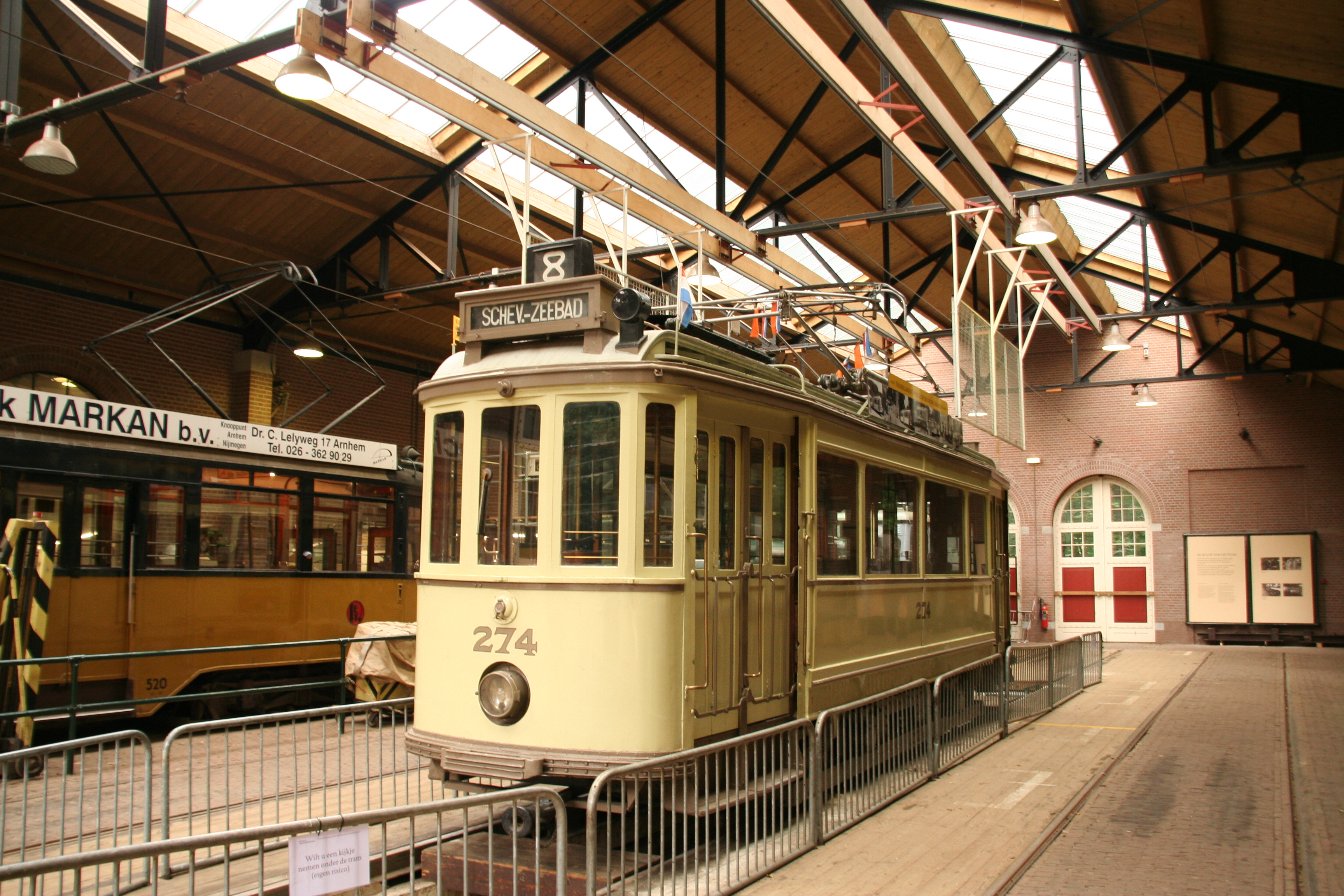
Straßenbahn Den Haag (Baujahr 1921) im Depot
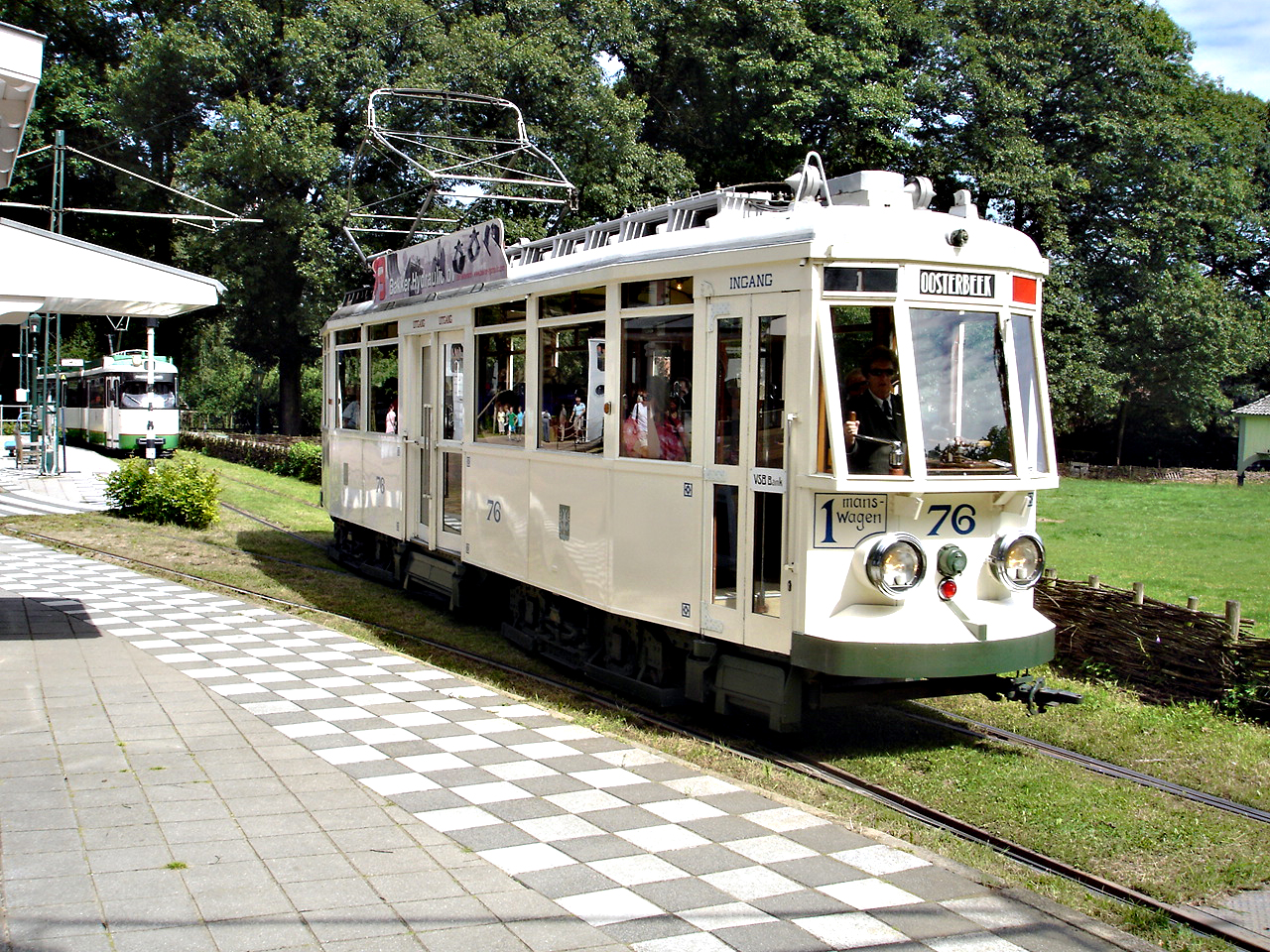
Straßenbahn Arnheim Triebwagen (Baujahr 1929 [Original]; Neubau 1998)